# 劉從廣
刘从广（?—?），表字景元，益州华阳县（今四川省成都市）人，北宋外戚，刘美次子。
刘从广少年时出入宫禁中，侍奉宋仁宗左中右，为刘太后所宠爱。太后驾崩，官任崇州团练使，娶荆王赵元俨之女。十七岁时，为滁州防御使。西夏李元昊攻宋，刘从广自称待罪，不能捍御疆场，被宋仁宗看重，任命他为群牧都监。历任宣州观察使、同勾当三班院，出知洺州，漳河发水，刘从广让水穿隋代旧渠以减水势，被州民称道。历任邢州知州，召还复领三班院，再出知襄州，官至真定府路马步军副都总管。刘从广死后赠昭庆军节度使，谥号良惠。